# Llista de guerres catalanes
Els catalans, al llarg de la història, han viscut diferents conflictes bèl·lics que han configurat la seva identitat i els seus lligams polítics:
- Croada contra els càtars (1209 - 1229)
- Conquesta de Mallorca (1229 - 1230)
- Conquesta de València (1229 - 1245)
- Conquesta del Regne de Múrcia (1265-1266)
- Guerra de Sicília (1282-1289)
- Conquesta d'Albarrasí (1283 - 1284)
- Croada contra la Corona d'Aragó (1284 - 1285)
- Companyia Catalana d'Orient (1303 - 1318)
- Guerra dels Dos Peres (1356 - 1375)
- Guerra civil catalana (1462 - 1472)
- Guerra dels remences (segona meitat del segle xv)
- Guerra dels Segadors (1640 - 1652)
- Guerra dels Nou Anys (1688 - 1697)
- Guerra de successió (1700 - 1714)
- Guerra Gran (1793 - 1795)
- Guerra del Francès (1808 - 1814)
- Primera guerra carlina (1833 - 1840)
- Guerra dels Malcontents (1827)
- Guerra dels Matiners o Segona Guerra Carlina (1846 - 1849)
- Tercera guerra carlina (1872 - 1876)
- Guerra de Cuba (1868 - 1898)
- Guerra del Rif o d'Àfrica (1921 - 1925)
- Guerra civil espanyola (1936 - 1939)